# Троїцьк (аеродром)
Троїцьк — колишня база ВПС Росії, розташована поблизу Троїцька Челябінської області Росії.
Тут базувалися:
- 385-й винищувальний авіаційний полк (Ла-9, МіГ-15, МіГ-17 та Су-9) в 1950—1971 роках[1]
- 199-та окрема вертолітна ескадрилья (Мі-6, Мі-8 і Мі-24) в 1991—2003 роках[2]